# Jacksonville (New York)
Pour les articles homonymes, voir Jacksonville.
Jacksonville est une census-designated place du comté de Tompkins, dans l'État de New York, aux États-Unis. En 2020, elle compte une population de 516 habitants.